# Euphorbia espinosa
Euphorbia espinosa är en törelväxtart som beskrevs av Ferdinand Albin Pax. Euphorbia espinosa ingår i släktet törlar, och familjen törelväxter. Inga underarter finns listade i Catalogue of Life.

## Bildgalleri

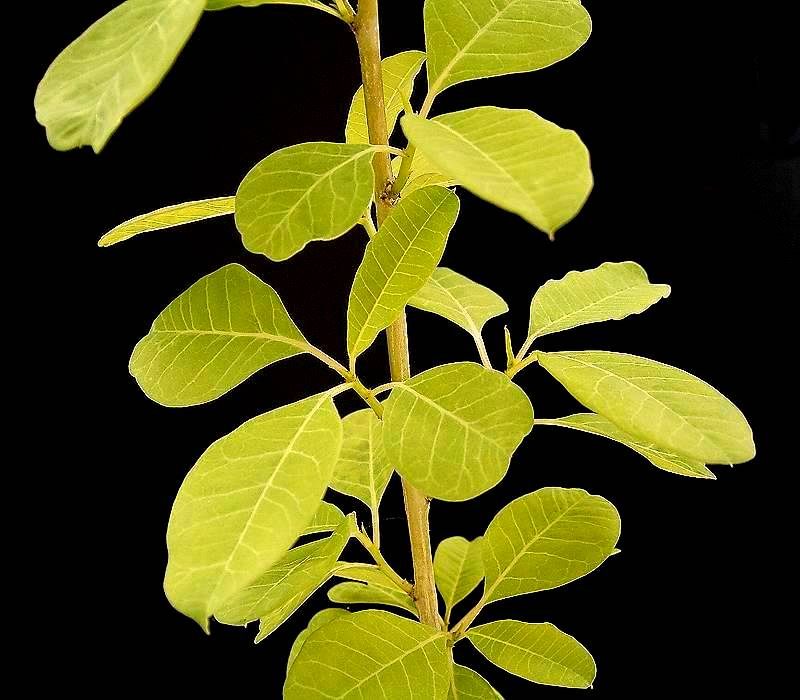
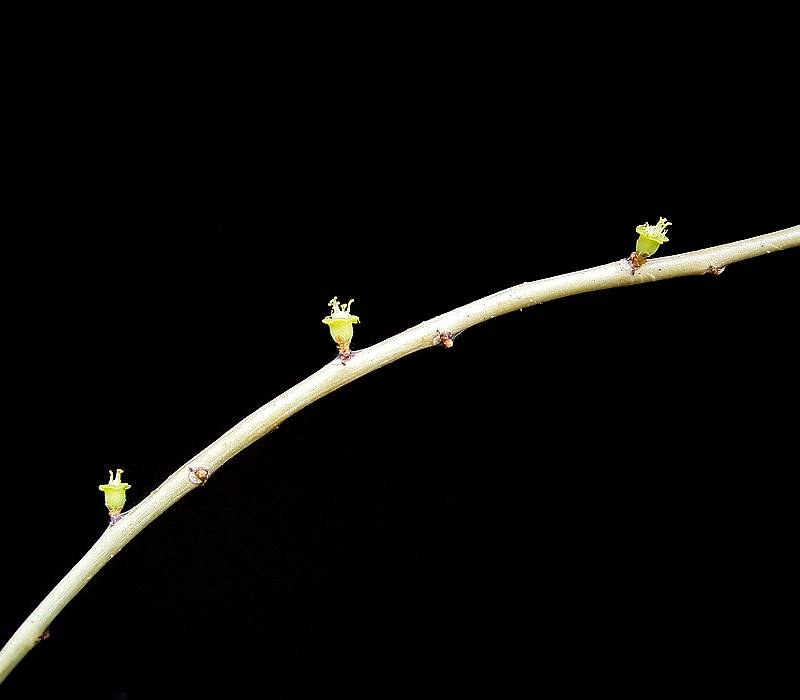
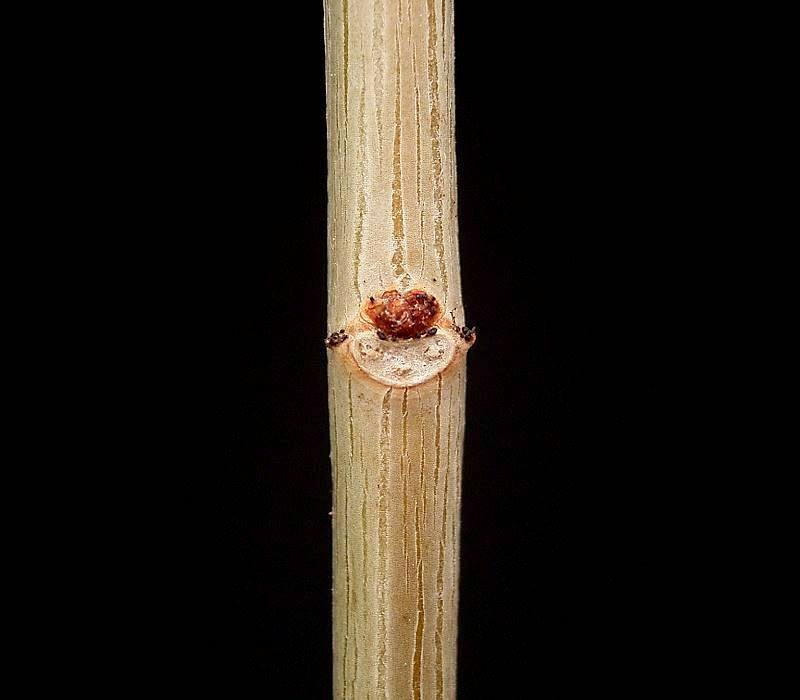